# Jordi van Elburg
Jordi van Elburg (Zoetermeer, 14 december 2000) is een Nederlands topkorfballer. Hij speelt sinds 2018 op het hoogste Nederlandse korfbalniveau, de Korfbal League. Tevens was hij in de jeugd ook speler van Jong Oranje.

## Spelerscarrière

### Jeugd
Van Elburg begon met korfbal bij de Zoetermeerse club De Meervogels. Hier doorliep hij de jeugdteams tot aan de B.

### Deetos
In 2014 stapte Van Elburg in de B-jeugd over naar Deetos uit Dordrecht. Hier speelde hij in de B en A jeugd. In 2017, op 17-jarige leeftijd debuteerde hij in het 1e team van Deetos. Onder leiding van coach Gert-Jan Kraaijeveld speelde Van Elburg 3 seizoenen in Deetos 1, maar had nog niet direct een basisplaats. In het seizoen 2017-2018 wist Deetos met spelers zoals Jordan de Vogelaere en Brett Zuijdwegt promotie te maken naar de Korfbal League. Zo maakte Van Elburg in het seizoen 2018-2019 zijn debuut in de Korfbal League. Echter degradeerde Deetos aan het einde van het seizoen, aangezien het maar 2 punten wist te pakken uit 18 wedstrijden.
In seizoen 2019-2020 hadden Van Elburg en het team het lastig en was het een middenmoter.

### AKC Blauw-Wit
In de zomer van 2021 stapte Van Elburg over naar het Amsterdamse AKC Blauw-Wit. In het seizoen 2021-2022 werd hij met het team zevende en in het seizoen erna achtste. In het seizoen 2023-2024 behaalde hij met de club een zesde plaats en in het seizoen 2024-2025 een vijfde plaats maar had het net twee punten te weinig om met de club de play-offs te halen.

### Fortuna
In 2025 vertrok van Elburg naar het Delftse Fortuna/Ruitenheer.

## Oranje
Van Elburg speelde voor Jong Oranje en was tijdens de Korfbal Challenge een speler van Team NL in 2024.